# Mehelya stenopthalmus
Mehelya stenopthalmus — вид змій родини Lamprophiidae. Мешкає в Західній і Центральній Африці.

## Поширення і екологія
Mehelya stenopthalmus поширені від Гвінеї до Демократичної Республіки Конго і Уганди. Вони живуть у вологих тропічних лісах та в галерейних лісах в саванах. Живляться ящірками і зміями.